# Big Black Boots
Big Black Boots — российская рэп-группа из Москвы, образованная в 1996 году.
Состав группы постоянно менялся, при этом бессменным участником проекта всегда оставался лидер группы — Евгений «Джи Вилкс» Жуков. Было выпущено четыре альбома. Первые три альбома были названы порталом Rap.Ru одними из главных альбомов русского рэпа. Визитной карточкой группы является песня «Если знаешь, как жить», однако известной группа стала благодаря сопровождаемой видеоклипом песне «Моя улица».
В 2003 году журнал «Афиша» упомянул группу Big Black Boots как одного из представителей хип-хоп культуры Москвы. В 2007 году журналист портала Rap.Ru, Андрей Никитин, назвал Big Black Boots «группой с солидным стажем», а её лидера — «бессменным рулевым непотопляемого судна, которое уже который год бороздит океан отечественного хип-хопа, где ему удаётся не затеряться среди самых шикарных и комфортабельных лайнеров».

## История

### Big Black Boots
Впервые с хип-хопом Евгений «G-Wilkes» Жуков познакомился в 1991 году в Нью-Йорке, куда он попал по программе по обмену школьников. Из всего услышанного ему понравилась группа Public Enemy, альбомы которой он приобрёл себе в коллекцию и впоследствии изучил все тексты песен. В 1996 году Джи Вилкс решил попробовать записать собственный рэп. Поскольку до этого он раньше не слышал рэп на русском, то решил писать тексты на английском языке, тем более что он учился в московском институте иностранных языков. Далее написал первый текст. Однажды Евгения пригласили сыграть в качестве диджея в кинотеатре «Тбилиси». После концерта он познакомился с Андреем «Andy B.», который учился с ним в одном институте и тоже подрабатывал диджеем в клубах. Вместе они создают группу Big Black Boots. Первый трек, который они записали вместе, назывался «The way», и сделан он был под музыку Майкла Джексона из песни «Billie Jean». Таким образом в 1996 году был записан весь первый альбом, однако вышел он только в конце 1998 года. В 1997 году ШЕFF поместил треки «Русская буква» и «Если знаешь, как жить» на свои сборники «Hip-Hop Info», и тем самым помог группе с раскруткой. Помимо этого несколько треков группы взял Мастер Спенсор для своих сборников «Hip-Hop Master: Супер Вечеринка», а также для своей программы «Хип-хоп мастер» на «Радио АРТ» на волне 107,4 FM.
18 декабря 1997 года группа выступила с песней «Если знаешь, как жить» на ежегодном международном фестивале Rap Music. 7 июня 1998 года группа выступила на московском фестивале фанк и соул музыки в клубе «Метелица», 12 июня — на фестивале молодых рэп-исполнителей «Микро-98» в клубе «Корона», 6 сентября — на первом фестивале молодёжной культуры перед кинотеатром «Эльбрус», а 31 октября — на российской церемонии вручения премий за достижения в области хип-хоп культуры «Голос улиц», прошедшей в Московском дворце молодёжи. 13 декабря группа выступила на ежегодном международном фестивале Rap Music в московском Дворце молодёжи. Журнал «Hip-Hop Info» написал, что G-Wilkes отсутствовал, а его напарник Andy B. «отдувался» за группу один и без поддержки не смог показать полноценного шоу.
14 августа 1998 года Джи Вилкс вместе с Лигалайзом выступил с песней «Настоящий хип-хоп» на московском фестивале Adidas Streetball Challenge на Манежной площади.
12 августа 1998 года на лейбле «Смысл жизни» был выпущен дебютный альбом «Попса махровая. Маз никаких…». В альбом вошли восемь композиций, две из которых полностью на русском языке: «Русская буква» и «Если знаешь, как жить». В записи альбома приняли участие рэперы Master Spensor, Sir-J, Вега (Vega) из группы «Братья Наличные», а также R&B-исполнитель Тэона (Теона Контридзе). Музыку для альбома создали рок-музыканты студии «Смысл жизни». Музыку к песне «Если знаешь как жить» сделал Master Spensor. В интервью журналу «RAPпресс» Джи Вилкс заявил, что не очень рад альбому: «Я очень расстроен тем, что альбом датирован 1998-м годом, так как все песни записаны в 96-97 годах. Это своеобразный отчёт за два года существования группы. Альбом задержался более чем на полгода только по вине студии — нашей вины здесь нет». В другом интервью журналу Джи Вилкс рассказал о том, почему было выбрано именно такое название для альбома: «Это прежде всего наше отношение ко всему, что происходит, во-первых, в музыке у нас, то есть попса махровая и маз никаких… А во-вторых, это отношение к тому, что мы делаем». В апреле 1999 года белорусская «Музыкальная газета» назвала альбом «Попса махровая. Маз никаких» «весьма качественным и интересным диском».
17 января 1999 года в клубе «Пилот» прошла презентация дебютного альбома. Сама группа узнала об этом за сутки, а флаеры на концерт появились за два дня до мероприятия, поэтому пришло всего 22 человека и ещё столько же пришло по спискам. Также не было на презентации и обещанных кассет с альбомом. Среди приглашённых рэперов выступили White Hot Ice, Вилли из Братьев Наличных, Money Mike, Da Budz и другие. В феврале 1999 года бы записан 6-минутный трек «Лучшие МС» совместно с Лигалайзом и Джипом. Выбор приглашённых артистов не случаен, так как по мнению группы Лигалайз и Джип являются этими самыми «лучшими МС» России. «Была идея показать, кто на что способен, кто реально правит в андеграунд хип-хопе» — высказался по этому поводу G-Wilkes. Песня вышла на сборнике «Наши: новое и неизданное» в июне 1999 года. 20 мая 1999 года G-Wilkes и Andy B. пришли на презентацию альбома «Город джунглей» группы Bad Balance в клуб «ЮТу», но так и не выступили из-за разборок со звукорежиссёром концерта. 3 сентября 1999 года Джи Вилкс вместе с Энди Би выступил на московском фестивале Adidas Streetball Challenge на площади Революции. В октябре 1999 года Джи Вилкс взял в группу третьего участника. Им стал Тимур Кузьминых по прозвищу Динамит, которого Джи назвал «перспективным исполнителем, умеющим самостоятельно мыслить». Первым совместным детищем Джи Вилкса и Динамита стала композиция «Новая музыка». 27 ноября 1999 года G-Wilkes и Andy B. выступили в качестве гостей на ежегодном международном фестивале Rap Music в московском Дворце молодёжи. Джи Вилкс также был членом жюри.
В 2000 году Andy B. (Энди Би) покинул группу. В феврале в интервью журналу «RAPпресс» он сообщил, что «уже давно не общается с Джи Вилксом». Спустя пару месяцев Джи Вилкс прокомментировал это тем, что «Andy B. попросту не появляется в студии и на выступлениях, а в одиночку тянуть команду ему не по силам». Вместо него в группу был приглашён командный диджей — DJ Slon. В новом составе 26 и 27 мая 2000 года в одном из московских дворов в районе станции метро «Пушкинская» был снят видеоклип на песню «Моя улица». В конце июня клип попал в ротацию телеканала «MTV Россия». 8 сентября 2000 года группа выступила на московском фестивале Adidas Streetball Challenge на площади Революции. В ноябре 2000 года группа Big Black Boots при поддержке программы «Freestyle» объявила о проекте «Открытый микрофон», победители которого имели возможность записать в студийных условиях собственный речитатив в собственном исполнении и впоследствии услышать себя на новом альбоме группы, а также в эфирах программы. После прослушивания нескольких демо-записей в декабре было выбрано 8 MC, с которыми и был записан трек для альбома.
15 марта 2001 года на лейбле «Квадро-диск» был выпущен второй альбом — «Новая музыка». Альбом был записан в период с 1998 по 2001 год. В записи альбома приняли участие рэперы Master Spensor, Sir-J, Панс, Legalize, Джип, Новые МС, а также R&B-исполнители Теона Контридзе, Каха и Lily. Музыку для альбома создали DJ Slon и G Wylx при содействии Master Spensor («Если знаешь как жить»), Dynamite и Е. Щукин («Моя улица»), Каха («Не уходи»). Презентация альбома состоялась 12 апреля 2001 года в Москве в клубе «Галерея». В апреле 2001 года журналист музыкального сайта «Звуки.ру», Алексей Ерёменко, написал, что «это едва ли новая музыка. Наоборот. Это музыка уже устоявшаяся и определившаяся, сделанная по чётким эстетическим критериям. Если вы не в состоянии воспринимать эту эстетику, то вы ничего не найдёте для себя в том, что делают BBB. Но если вспомнить, что это — музыка улицы, весёлых уличных компаний, станет ясно, откуда, почему и зачем взялись BIG BLACK BOOTS и что же они всё-таки имели в виду». В мае 2001 года белорусская «Музыкальная газета» назвала альбом «Новая музыка» «неплохим альбомом, в котором ощущается некоторый недостаток жёсткости».
2 сентября 2001 года G-Wilkes выступил вместе с MC Шумом на московском фестивале Adidas Streetball Challenge на площади Революции
В сентябре 2001 года компания «Квадро-диск» выпустила сборник, составленный из песен участников фестиваля Adidas Streetball Challenge-2001. В компиляцию вошли песни групп «Каста», «D.O.B. Community», «Ю. Г.», «Master Spensor», «Da BudZ», «Многоточие», «Big Black Boots» и других. Из 43 команд, выступивших на фестивале, в сборник попали треки шестнадцати. В конце октября фирма «Квадро-диск» выпустила видеокассету с записью выступлений ведущих рэп-команд страны на акции Adidas Streetball Challenge-2001.
В сентябре 2001 года Динамит покинул группу из-за разногласий с Джи Вилксом. В коллективе по-прежнему остался DJ Слон, но он не принимал участия в написании текстов и записи речитатива. В интервью для журнала «RAPпресс» Джи Вилкс сообщил о том, что разногласия начались во время записи песни «Ты тоже хочешь». Динамит не смог хорошо записать свой куплет, поэтому было решено, что его в песне не будет. Несмотря на это Динамит согласился сняться в видеоклипе на эту песню, но за пять минут до начала съёмок он отказался от съёмок. В свою очередь Динамит заявил, что ушёл из группы по собственной воле, устав от творческих и финансовых разногласий, а также от доминирующего поведения своего коллеги:
В последнее время Джи сильно заболел звёздной болезнью и считает, что он самый крутой МС в России. По этой причине он отказывался от гастролей, которых и так почти не было, концертов и прочих мероприятий, обосновывая это тем, что там, мол, не наша публика. Мне это вконец надоело, и сейчас я работаю над сольным альбомом.
26 октября 2001 года Джи Вилкс выступил на фестивале «Рэп по-русски». В 2002 году в группу неожиданно для всей хип-хоп общественности возвращается Энди Би. Место диджея в группе занял Deem. В 2002 году песня «Отвечу за всё» группы Big Black Boots попала на саундтрек к фильму «Даже не думай!». В 2002 году группа выступила на фестивале Adidas Streetball Challenge на Воробьёвых горах. 6 сентября 2002 года группа приняла участие в благотворительном концерте в поддержку Михея.
27 марта 2003 года на лейбле «S3T Production» был выпущен третий альбом — «Время вперёд!». Альбом был записан с 2002 по 2003 год. В записи альбома приняли участие рэперы Панда, Sniper, Da Budz, EK Playaz, а также R&B-исполнители Mini JJ, Теона Контридзе и Дато Худжадзе. Музыку для альбома создали Deem и Илья Куликов при содействии DJ Слона («No Respect») и Карандаша («Осама»). На сайте группы Джи Вилкс рассказал о самом альбоме, а также о каждом треке детально. 17 декабря 2003 года группа выступила на втором по счёту фестивале «Наши люди» в Лужниках. В первой половине декабря лейблом Respect Production был выпущен сборник «Наши люди-2003», на котором оказалась сольная песня «Фразы» от Джи Вилкса.
Летом 2004 года Джи Вилкс дал интервью для портала Rap.Ru. 23 сентября 2004 года Джи Вилкс выпустил микстейп «Big Black Bootiq. Box 1» на лейбле Respect Production. На альбоме смикшированы голоса ведущих рэп-коллективов страны, обработанные группой Big Black Boots. В альбом вошли миксы ди-джея Дима на песни рэп-групп Каста, Ю.Г., Кэт, Дымовая завеса и многих других. 25 октября 2004 года группа выступила на концерте памяти Сергея «Михея» Крутикова, скончавшегося от последствий инсульта 27 октября 2002 года.
В начале 2005 года Джи Вилкс и Deem из Big Black Boots дали блиц-интервью для портала Rap.Ru. Позже Джи Вилкс дал ещё одно интервью, находясь на футболе. 2 сентября 2006 года группа выступила на московском фестивале «Попса без фонограммы» от радиостанций Next и «Попса» в рамках празднования Дня Москвы. 17 декабря 2006 года группа выступила на фестивале Rap Music, где Джи Вилкс и DJ Дим дали интервью для портала Rap.Ru.
23 января 2007 года на лейбле «Монолит» был выпущен четвёртый альбом — «Взрослый хип-хоп». В записи песни «Выходи драцца» приняли участие рэперы Kreem и Dry Ice из группы EK Playaz. Музыку для альбома создал Дим. Российское издание журнала Billboard написало, что группа подчёркивает заявленную в заглавии «взрослость» своего хип-хопа всеми доступными средствами от аранжировок песен до текстов. Журналист портала Rap.Ru, Андрей Никитин, написал, что «при всех плюсах и минусах у альбома есть одно ценнейшее качество — он начисто лишён назидательности, которой частенько грешит хип-хоп. Ведь нет ничего хуже, чем слушать изречённые с умным видом банальности. Джи Вилкс говорит с вами на равных и не пытается чему-то учить, а это подкупает».
В марте 2007 года был снят видеоклип на песню «Нифига себе». Видео снималось в Санкт-Петербурге в президентском номере люкс гостиницы «Астория» и главную роль в нём сыграла экс-участница телешоу «Дом-2» и порноактриса Елена Беркова. 30 октября 2007 года группа выступила на вечере памяти лидера и основателя группы «Джуманджи», Сергея «Михея» Крутикова.
16 мая 2011 года группа отпраздновала 15-летие в клубе «16 тонн». На сцену вышли Джи Вилкс, Динамит (он же Dino MC 47), Andy B., Тэона, Deem и DJ Slon, а также специальные гости — Лигалайз, Nonamerz, Sir-J, Джип, L-Tune. Видеоверсия концерта была опубликована на YouTube 24 января 2012 года.
28 мая 2019 года участники группы Big Black Boots воссоединились в классическом составе после 8-летнего перерыва на концерте-реюнионе. Видеоверсия концерта была опубликована на YouTube 15 июля 2020 года.
В 2019 году Джи Вилкс, Dino MC и Deem вновь собрались вместе, чтобы записать ещё один альбом. 27 февраля 2020 года группа представила свой первый за много лет сингл «Моё небо». 10 апреля 2020 года Big Black Boots и T.Check выпустили совместный трек «Мы на чиле». 28 сентября 2020 года был выпущен третий сингл с нового альбома, «С нами что-то не так!», записанный при участии LeTai & Jukebox Trio. 9 декабря 2020 года был выпущен четвёртый сингл «Розовый жилет», в записи которого приняла участие группа Меджикул. Выход нового альбома запланирован на весну 2021 года.
14 сентября 2021 года на лейбле «Gazgolder» был выпущен пятый альбом — «В пустоту».

### Джи Вилкс
В 2008 году Джи Вилкс из Big Black Boots исполнил композицию «Держаться за воздух» на большом сольном концерте группы «Би-2», который состоялся 29 февраля 2008 года в клубе «Б-1 Максимум». 19 сентября 2008 года Джи Вилкс выпустил дебютный сольный альбом — «Джизнь». Альбом был записан с января по июль 2008 года. В записи альбома приняли участие рэперы Dino MC 47, L-Tune, KREC, а также R&B-исполнители Теона Контридзе и Maestro A-Sid. Музыку для альбома создали tonn_pavloff, The Keys, Sher Adishi, Breez, Kit, Deem, Марат и Big Black Boots, а также сессионные музыканты. 29 октября 2008 года Джи Вилкс выступил на благотворительном концерте памяти лидера проекта «Джуманджи», Сергея «Михея» Крутикова.
1 декабря 2009 года Джи Вилкс выпустил второй сольный альбом — «Биолоджи». В записи альбома приняли участие рэперы Жара, Мастер Шеff, L-Tune, Fresh Boy, а также R&B-исполнитель Софи Окран. Музыку для альбома создали DJ Tonetrack, FLAMebWOi, Reiner Parlament, Sher Adishi, Антон Simple, Tim D’Angerouz, Weedman Prod, Zloi, tonn_pavloff и Screen. 15 августа 2010 года Джи Вилкс выпустил третий по счёту сольный альбом — «3G». В записи альбома приняли участие L-Tune. Музыку для альбома создали Sher Adishi, Hotbeats, Screen и DJ Spot. 28 октября 2010 года Джи Вилкс выступил на вечере памяти лидера группы «Михей и Джуманджи», Сергея «Михея» Крутикова.
25 декабря 2011 года Джи Вилкс выпустил четвёртый по счёту сольный альбом — «Джир». В записи альбома принял участие L-Tune, MC Check, Илья Киреев и Maestro A-Sid. Музыку для альбома создали Ближний Свет, Eddie Brooklyn, Don Drew и Screen. 5 октября 2012 года Джи Вилкс выпустил мини-альбом — «Джесть», состоящий из 6 песен. В записи песни «Старая школа» принял участие Крип-а-Крип. Всю музыку создал DJ Puza TGK при содействии Tim D’Angerous и Reiner Parliament.
14 сентября 2014 года Джи Вилкс выступил вместе с квинтетом Felix Lahuti & Funky Land на международном фестивале Koktebel Jazz Party в Крыму. 1 ноября 2014 года Джи Вилкс выпустил пятый по счёту сольный альбом — «Детектор джи». В записи релиза приняли участие Funkformer, Триагрутрика, Nastoyatel, Mark Evich и Меджикул. Журналист портала Rap.Ru, Дима Смирнов, подытожил, что «Джи Вилкс всё ещё актуален. Пускай и для весьма узкого круга».
7 января 2016 года Джи Вилкс выпустил шестой по счёту сольный альбом — «ДжИсповедь». Восемь новых треков, среди которых всего один совместный, с певцом Ильей Киреевым, и интересный трек «Письмо Nas’у». 15 октября 2017 года Джи Вилкс выпустил седьмой по счёту сольный альбом — «Оу джи». Журналист портала The Flow, Андрей Никитин, написал, что «в целом этот альбом качественная-профессиональная работа, музыкальном и вокальном плане. Рэп в таком направлении сейчас практически никто не пишет (оно и понятно) молодёжь требует совершенно другого, это ещё одно достоинство альбома O.G.».
В феврале 2018 года Джи Вилкс дал интервью для «Inside Show», где рассказал о несостоявшемся фите с Тимати, Боге, детях, Оксимироне и Фараоне, решении выпускать альбомы ежегодно, а также о том, почему Джи Вилкс стал делать рэп в стиле западного побережья и многом другом. В июне 2018 года Джи Вилкс объявил о начале записи проекта «From Russia with WEST», на котором будут собраны англоязычные МС и вокалисты из России, Украины, Средней Азии, СНГ для коллаборации в стиле джи-фанк. В августе был опубликован промо-видеоролик и треклист, состоящий из 16 треков, в одном из которых принял участие американский рэпер MC Eiht, один из основоположников жанра. За биты и аранжировки в проекте отвечал Alex Fima. Альбом был опубликован 22 августа.
23 ноября 2019 года Джи Вилкс принял участие в юбилейном концерте группы «Bad Balance», посвящённом 30-летию группы.
25 декабря 2020 года Джи Вилкс выпустил сольный альбом «Настал G».
13 июля 2024 года Джи Вилкс выпустил новый сингл «Крутим мир», сопроводив его видеоклипом из архивных кадров с ранних концертов и выступлений.

## Участники
- Евгений «G-Wilkes» Жуков («Джи Вилкс») (род. 25 июля 1974 года) — лидер, МС, основатель и главный идеолог проекта. С 2000 по 2014 год являлся членом жюри ежегодного международного фестиваля Rap Music. В 2008 году был членом жюри фестиваля «Кофемолка» и «Битва за респект», а в 2009 году судил «Битва за респект-2»
- Андрей «Andy B.» («Энди Би») — один из основателей, МС, после выхода первого альбома периодически принимал участие в жизни группы
- Тимур «Dynamite» Кузьминых (ныне известный как Dino MC 47) — МС, был участником группы с 1999 по 2001 год
- Слава «DJ Slon» Вовк — диджей, продюсер, был участником группы с 2000 по 2001 год
- Теона «Тэона» Контридзе — певица, время от времени участвовавшая в проекте
- Deem — продюсер, участвовал в группе с 2002 года
- Илья Куликов — продюсер, участвовал в группе с 2002 года

## Чарты и ротации
С 1997 по 1999 год несколько песен из первого альбома, включая песню «Если знаешь, как жить», благодаря Мастеру Спенсору оказались в ротации программы «Хип-хоп мастер» на «Радио АРТ» на волне 107,4 FM.
С августа 1999 по май 2001 года песни из первого и второго альбома звучали в программе «Freestyle» на радио «Станция 2000».
В конце июня 2000 года видеоклип на песню «Моя улица» попал в ротацию «MTV Россия» и продержался там полгода.
С 2003 по 2004 год песни «Сколько было маз» (Big Black Boots и Ek Playaz), «Хочу быть русским эминемом», «Истины», «Но респект», «Опасно», «В чём фишка?», «Время вперёд», «Что такое счастье» и «Фразы» группы «Big Black Boots» прозвучали в хип-хоп передаче «Фристайл» на «Нашем Радио».
В октябре 2005 года песня «Нифига себе» попала в ротацию радио Next, где заняла 1 место в хит-параде «NEXT’20», который выстраивается по результатам SMS-голосования и выходит в эфир каждый час в виде минутного дайджеста песни.
В 2006 году треки «Парни» и «Девочки» в разные периоды возглавляли хит-парады радио Next.
25 декабря 2006 года песня «Взрослый хип-хоп» попала в ротацию 27 радиостанций.
По данным интернет-проекта Moskva.FM, песню «Хорошие девочки (Нифиgасебе!)» за пять лет ротации на российской радиостанции «Радио NEXT» с 2007 по 2011 год, а также на радио RU.FM в 2012 году прослушали шесть тысяч раз. Песни «Истины» и «Ты тоже хочешь» (с Mini Jj) также были в ротации «Радио NEXT» с 2007 по 2008 год.
В июне 2007 года видеоклип на песню «Нифига себе» попал в ротацию «MTV Россия».
1 марта 2014 года видеоклип на песню «Читай» группы Ek-Playaz при участии Джи Вилкс попала в Топ-10 телеканала A-One.

## Дискография
Студийные альбомы
- 1998 — Попса махровая. Маз никаких… («Смысл жизни»)
- 2001 — Новая музыка («Квадро-диск»)
- 2003 — Время вперёд! («S3T Production»)
- 2007 — Взрослый хип-хоп («Монолит»)
- 2021 — В пустоту («Gazgolder»)

Переиздания
- 2000 — Попса махровая. Маз никаких… («Смысл жизни», «Sound Age Productions»)

Компиляции
- 2004 — Big Black Bootiq. Box 1 («Respect Production», «Союз»)

Сольные альбомы Джи Вилкса
- 2008 — Джизнь
- 2009 — Биолоджи
- 2010 — 3G
- 2011 — Джир
- 2012 — Джесть (EP)
- 2014 — Детектор джи
- 2016 — ДжИсповедь
- 2017 — Оу Джи
- 2018 — From Russia With West
- 2020 — Настал G

Компиляции Джи Вилкса
- 2014 — ЛуДЖИе фиты

## Видеоклипы
- 2000 — «Моя улица» (режиссёр: А. Горбунов)
- 2002 — «Ты тоже хочешь» (режиссёр: А. Фомин)
- 2005 — «Опасно» (режиссёр: А. Айрапетов)
- 2007 — «Ни фига себе» (режиссёр: К. Черепков)

## Видеоклипы Джи Вилкса
- 2008 — «Супербиф» (режиссёр: А. Смирнов, Trash Production)
- 2009 — «Ангел»
- 2010 — «Бомба» (режиссёр: А. Айрапетов)
- 2012 — «Мой джифанк» (режиссёр: А. Айрапетов)
- 2012 — «Выше» (feat. Check & L-Tune) (режиссёр: А. Айрапетов)
- 2012 — «Белая яхта» (режиссёр: Э. Джинчарадзе)
- 2013 — «Таши-таши» (режиссёр: В. Сакара)
- 2014 — «Через года» (feat. Илья Киреев)
- 2019 — «Баллада о сердце» (feat. Илья Киреев)

## Фильмография

### Художественные фильмы
- 2002 — «Даже не думай!» (эпизодическая роль — Джи Вилкс)

### Концертные фильмы
- 2011 — Big Black Boots. 15-тилетие группы[97][98]
- 2020 — Big Black Boots. Revival. The Movie[99]

### Интервью
- 2009 — «Хип-Хоп в России: от 1-го Лица: Джи Вилкс (Big Black Boots)» (февраль 2009 года) (режиссёр: Александр Рыжков)[8]